# クリスチャン・ボイス (米国)
クリスチャン・ボイス（Christian Voice）はアメリカ合衆国の保守派によるロビー団体。同国の政治において宗教右派を権利を主張してアドボカシーを行なっている。1980年には、45の教派に所属する3万7千人の牧師を含む、約10万7千人の会員を抱えていた。その本部は1970年台から80年代にはヘリテージ財団本部に入居していたが、現在はワシントンD.C.郊外にあたるヴァージニア州アレクサンドリアに位置する。
クリスチャン・ボイスは1978年から79年にかけて創設された有名なキリスト教ロビー団体の4つのうちの1つである。クリスチャン・ボイス、モラル・マジョリティ、宗教円卓会議、全米キリスト教連合はロナルド・レーガン政権下で全盛期を謳歌した。
また、クリスチャン・ボイスは「モラル・レポート・カード」というカードを発行し、1980年から84年の間には「連邦カード」や「候補者スコアカード」などが問題となった。

## 歴史
クリスチャン・ボイスは1978年、ロバート・グラントとリチャード・ゾーンの2人によって、カリフォルニア州の反LGBT、反ポルノ団体から独立する形で発足した。発足に際し、福音派の牧師であり、全米キリスト教連合（Christian Coalision）の創設者であるパット・ロバートソンから財政支援を受けた。また、保守派のシンクタンクであるヘリテージ財団の代表ポール・ウェイリッチや宗教右派運動の発案者も1976年にグラントと面会し、クリスチャン・ボイスの本部をヘリテージ財団の本部内に置くことで合意した。その後、メルキト・ギリシャ・カトリック教会の会員でもあるウェイリッチが福音主義ユダヤ人のハワード・フィリップスを勧誘し、さらにローマ・カトリックでニクソン政権時代の政府職員であったリチャード・ヴィグリーも加わった。ヴィグリーは反共運動の指導者であり、クリスチャン・ボイスの発展を支援した。
クリスチャン・ボイスはロビー団体として特に名をあげた。グラントは共和党の政治家で政府職員のゲーリー・ジャーミンを雇い、米国議会に大きな影響を及ぼした。ジャーミンはユダヤ人や根本主義者、ローマ・カトリック、ペンテコステ派、カリスマ派などの多様なキリスト教徒、ユダヤ教徒に対して、政治の変革という共通の見解に向けて互いの違いを横に置くことを訴えた。この手法はフランシス・シェーファーなどが採用した戦略でもあった。この点において、クリスチャン・ボイスは他の3団体とは異なっていた。モラル・マジョリティ、宗教円卓会議、全米キリスト教連合の3団体は思想的には根本主義で固まっており、他の宗派との政治協力には消極的であったからである。
しかし、創設者のグラント自身がクリスチャン・ボイスは「偽物」であり、「カトリックとユダヤ人の3名によって操られている」と述べ、1978年にはウェイリッチ、ヴィグリー、フィリップスの3名が脱退。3名はテレビ宣教師ジェリー・ファルウェルと協力してモラル・マジョリティを創設した。

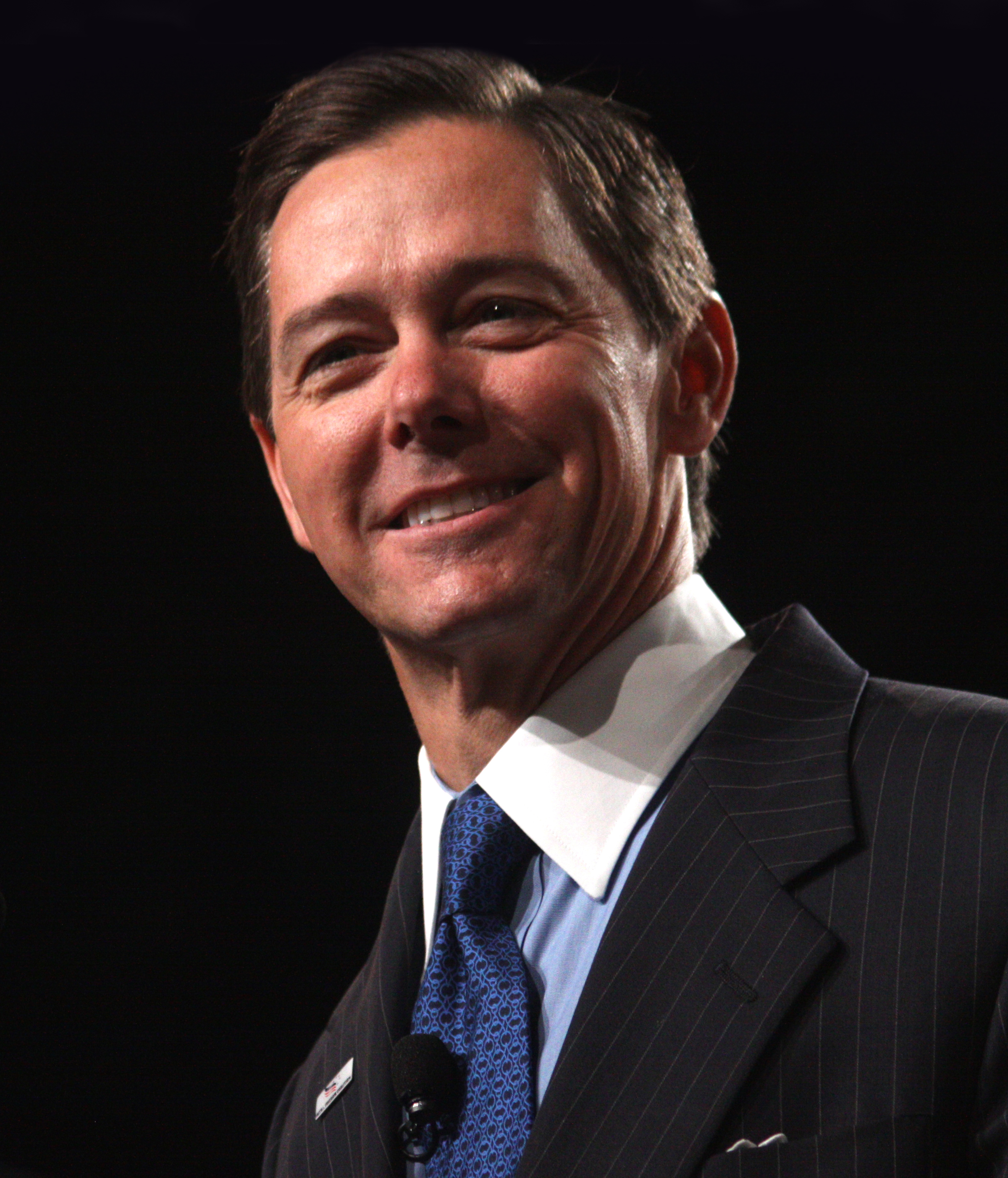
ラルフ・ユージーン・リード・ジュニア

クリスチャン・ボイスは大統領選においてジミー・カーターの対立候補を探していた。カーターは新生したクリスチャンという評価を受け入れていた民主党候補であり、1976年の大統領選ではキリスト教保守派の人気も得て当選した。しかし、任期中のパナマ運河返還や共産主義陣営に対する態度が弱腰であるとして保守派の人気を失った。これらにより、1980年の大統領選ではロナルド・レーガンが当選した。選挙期間中、クリスチャン・ボイスは「クリスチャン・フォー・レーガン」という部署を作り、カーターが同性愛を容認しているという宣伝キャンペーンを支援した。一方で、「モラル・レポート・カード」と呼ばれる政治介入が問題視された。
クリスチャン・ボイスは宗教右派における最初のロビー団体であり、全米キリスト教連合、モラル・マジョリティ、家族調査評議会などがその後に設立された。クリスチャン・ボイスは数多くの政治的有力者を雇用していた。例えば、元連邦下院議員のトム・ディレイや『レフトビハインド』シリーズの作者ティム・ラヘイなどである。一時はユタ州、アイオワ州、アイダホ州の連邦上院議員が執行委員を務めていた時期もある。

## 衰退
上院議員を執行役員として採用するなどのルールを無視したやり方によって、クリスチャン・ボイスは多くの支持者を失った。同団体の主な政治的目標は、憲法修正による公立学校における「祈祷」の許可であるが、第1期レーガン政権の末期に断念した。第2期レーガン政権では活動をロビイングからキャンペーン文書、特に先述の「レポート・カード」の出版へと移行した。1986年の大統領選では30万枚のレポート・カードが発行されたと主張している。しかし、それ以降はクリスチャン・ボイスの財政支援とリーダーシップは衰退し、共和党は上院で過半数を下回った。さらに、クリスチャン・ボイスの主要メンバーは文鮮明をリーダーとする統一教会の財政支援を受け、アメリカ自由連合の創設へと移行した。